# Samantha Boscarino
Samantha Joann Boscarino (Ventura County, California; 26 de diciembre de 1994) es una actriz y cantante estadounidense de Ventura County, California.

## Carrera
Su primer papel destacado fue en la película producida por Tyra Banks, The Clique. Ella también apareció en The Tyra Banks Show con sus otras compañeras de reparto Elizabeth McLaughlin, Ellen Marlow, Sophie Anna Everhard y Bridgit Mendler. Boscarino también tiene un papel recurrente en la serie original de Disney Channel, Good Luck Charlie como Skyler donde se volvió a reunir con Mendler. Sus otros créditos en televisión son JONAS, True Jackson, Parenthood, Wizards of Waverly Place y apareció en la película The Perfect Game.
En 2011, Samantha fue elegida para interpretar a Molly en la próxima Serie Original de Nickelodeon, How to Rock que se estrenó el 4 de febrero de 2012 en Estados Unidos.

## Filmografía
| Año  | Título           | Personaje      | Notas                  |
| ---- | ---------------- | -------------- | ---------------------- |
| 2008 | The Clique       | Alicia Rivera  | Directo a DVD          |
| 2009 | The Perfect Game | Gloria Jiménez | protagonista, película |
| 2014 | Zoe Gone         | Amber          | protagonista, película |

| Año       | Título                             | Personaje       | Notas                                                        |
| --------- | ---------------------------------- | --------------- | ------------------------------------------------------------ |
| 2009      | JONAS                              | Amy             | Episodio: "Complete Repeat" (Temporada 1: Episodio 9)        |
| 2010      | Parenthood                         | Lindsay         | Episodio: "Perchance to Dream" (Temporada 1: Episodio 9)     |
| 2010      | True Jackson, VP                   | Carla Gustav    | Episodio: "Trapped in Paris" (Temporada 2: Episodio 44)      |
| 2010      | Wizards of Waverly Place           | Lisa Cucuy      | Episodio: "Alex Gives Up" (Temporada 4: Episodio 2)          |
| 2010—2014 | Good Luck Charlie                  | Skyler          | Recurrente (Temporada 1-4; 8 episodios)                      |
| 2011      | Bucket & Skinner's Epic Adventures | C.J.            | Estrella invitada 1 Episodio, Serie de TV Nickelodeon        |
| 2012      | How to Rock                        | Molly Garfunkel | Antagonista principal, Serie Original de Nickelodeon         |
| 2014      | NCIS                               | Mary LaFleur    | estrella invitada 1 episodio, serie de TV                    |
| 2014      | Girl Meets World                   | NYU Girl        | Episodio: "Girl Meets First Date" (Temporada 1: Episodio 20) |
| 2018      | Dios no está muerto                | Keaton          |                                                              |